# Кембриджський словник для просунутих учнів
Ке́мбриджський словни́к для просу́нутих учнів (англ. Cambridge Advanced Learner’s Dictionary, CALD; Кембриджський словник англійської мови або Кембриджський словник) — один з основних словників для тих, хто вивчає англійську мову. Вперше опубліковало 1995 року видавництво Кембриджського університету під назвою Кембриджський міжнародний словник англійської мови. Словник містить понад 140 000 слів, словосполучень і значень. Він підходить для учнів на рівнях CEFR B2-C2.

## Особливості
Одним із важливих інструментів, що використовуються при створенні Кембриджського словника, є міжнародний кембриджський кодекс. Він використовується для відстеження британського та американського варіантів англійської мови і включає більше мільярда слів із транскрипціями з безлічі джерел. Всі значення слів у словнику розташовані за частотою вживаності і, за необхідності, позначені одним із трьох маркерів: основний (англ. essential), розширений (англ. improver), просунутий (англ. advancer). Деякі визначення слів мають ілюстрації, число яких зростає на кілька сотень із кожним новим виданням.
Крім паперової версії, словник випускають із CD-ROM диском, надаючи всім, хто вивчає англійську, можливість використовувати електронну версію зі значно більшою кількістю ілюстрацій, а також із записаною вимовою до кожного слова.
Онлайн версія існує на 16 мовах і надає на вибір тлумачний і граматичний словники, а також онлайн-перекладач.
2019 року четверте видання стало доступним для macOS.

## Відмінності від Оксфордського словника
Кембридж коментує різницю між Оксфордським словником для просунутих учнів (OALD) і Кембриджським словником для просунутих учнів (CALD) так:

Істотна різниця між Кембриджським та Оксфордським словниками полягає в надійній базі та цільових дослідженнях. Наша словникова база постійно розширюється та оновлюється, проводяться поглиблені дослідження з детальним указанням того, як англійська працює в сучасності.Оригінальний текст (італ.)
La grande differenza tra CALD e OALD è la robustezza nel corpus e nelle funzioni di ricerca. Il nostro corpus è costantemente ampliato e aggiornato, così come gli approfondimenti, con indicazioni su come l’inglese funziona oggi, con dettagli nuovi e rilevanti.

## Видання
- Перше видання вперше опубліковано 2003 року.
- Друге видання побачило світ 2005 року.
- Третє видання опубліковано 2008 року.
- Четверте видання вперше опубліковано 2013 року.